# Yevgeny Pavlovich Rykov
Yevgeny Pavlovich Rykov (tiếng Nga: Евгений Павлович Рыков; 1906 - 1941) là một sĩ quan chính trị cao cấp của Hồng quân Liên Xô, cấp bậc Chính ủy sư đoàn (дивизионный комиссар, 1940), tham gia trong Chiến tranh Mùa đông và giai đoạn đầu trong Chiến tranh Vệ quốc vĩ đại.

## Tiểu sử
Yevgeny Rykov sinh ngày 12 tháng 12 năm 1906 tại làng Altai, Kazakhstan (nay là huyện Katon-Karagay, vùng Đông Kazakhstan, Kazakhstan), trong một gia đình nông dân.
Ông gia nhập CPSU (b) năm 1927. Năm 1928, ông bắt đầu phục vụ trong Hồng quân Công Nông. Năm 1929, Rykov được bổ nhiệm làm Bí thư Komsomol của trung đoàn, từ năm 1931, ông là chính trị viên cấp phân đội. Giai đoạn 1933-1938, ông là phó chỉ huy phân đội phụ trách chính trị của trung đoàn kỵ binh số 4 Chervonny Cossack Kharkov, sau thăng lên phụ trách công tác hướng dẫn cho các thành viên Komsomol của sư đoàn kỵ binh Chervonny Cossack số 1. Năm 1938, ông tốt nghiệp Học viện Chính trị-Quân sự mang tên Lenin. Tháng 6 năm 1938, ông giữ chức vụ trưởng phòng chính trị Quân đoàn kỵ binh 6, và từ tháng 9 năm 1939, trưởng phòng chính trị Cụm binh đoàn kỵ binh Belarus. Từ tháng 11 năm 1939, ông là Ủy viên Hội đồng Quân sự Tập đoàn quân 9. Ông tham gia chiến tranh Liên Xô-Phần Lan, được tặng thưởng Huân chương Cờ đỏ (tháng 4 năm 1940). Năm 1940, Rykov được trao cấp bậc Chính ủy sư đoàn (дивизионный комиссар).
Tháng 4 đến tháng 6 năm 1940, ông thuộc quyền quản lý của Cục Chính trị Hồng quân. Từ tháng 6 năm 1940, ông là thành viên của hội đồng quân sự Quân khu Trung Á.
Ở giai đoạn đầu cuộc Chiến tranh Vệ quốc Vĩ đại, Rykov là thành viên của Hội đồng Quân sự của Phương diện quân Tây Nam. Sau cái chết bất ngờ của Chính ủy Quân đoàn Nikolay Vashugin do tự sát, ông trở thành lãnh đạo chính trị cao nhất của Phương diện quân cho đến tháng 8 năm 1941, khi Chủ tịch Xô viết Tối cao Ukraina Mykhailo Burmystenko đến phụ trách. Ngày 21 tháng 9 năm 1941, ông bị quân Đức bao vây trong các trận đánh gần Kiev, cùng với sở chỉ huy của Phương diện quân Tây Nam gần thành phố Lokhvytsia, và bị trọng thương. Số phận của ông sau đó không rõ ràng. Theo một số tài liệu, ông chết trong tình trạng bị giam cầm tại một trại tập trung vào tháng 11 năm 1941. Theo thông tin chính thức, Rykov bị quân Đức giết ngay vào tháng 9 năm 1941, trong một cuộc chiến đấu cận chiến bằng lưỡi lê nhằm đột phá vòng vây, cùng với Tư lệnh phương diện quân Mikhail Kirponos và Ủy viên Hội đồng quân sự Mikhail Burmistenko..

## Tưởng nhớ
Năm 1967, để vinh danh E. P. Rykov, tên ông được đặt cho một con phố ở Kiev. Tại Semipalatinsk, Kazakhstan, một con phố và một trường trung học ở làng Katon-Karagai (Altai) được đặt theo tên E. P. Rykov. Một tấm bia được lắp đặt tại nơi ông hy sinh - đường Shumeikovo, vùng Poltava, Ukraina.